# Embaixada dos Estados Unidos em Santiago do Chile
A Embaixada dos Estados Unidos em Santiago (Chile) é a principal representação diplomática estadunidense no Chile. Está localizada na Avenida Andres Bello 2800, Santiago
| nomeação                | acreditação             | Embaixador                     | Nota                                                                                      | Vida                                        | nomeado pelo governo: | credenciada para o Governo:     | Fim do mandato |
| ----------------------- | ----------------------- | ------------------------------ | ----------------------------------------------------------------------------------------- | ------------------------------------------- | --------------------- | ------------------------------- | -------------- |
| 23 de abril de 1824     | 31 de julho de 1827     | en:Heman Allen (of Colchester) | Ministro plenipotenciário                                                                 | ( * 1779; † 1852)                           | James Monroe          | Agustín Eyzaguirre              |                |
| 9 de novembro de 1828   | 29 de outubro de 1829   | Samuel Larned                  | Encarregado de negócios                                                                   | ( * 1788; † 1846)                           | John Quincy Adams     | Ramón Freire y Serrano          |                |
| 24 de maio de 1831      | 19 de outubro de 1833   | en:John E. Hamm                | Encarregado de negócios                                                                   | ( * 1777; † 1861)                           | Andrew Jackson        | Francisco Errázuriz             |                |
| 13 de março de 1835     | 12 de maio de 1842      | Richard Pollard                | Encarregado de negócios                                                                   | ( * 1790; † 1851)                           | Andrew Jackson        | Francisco Errázuriz             |                |
| 24 de maio de 1842      | 6 de junho de 1844      | en:John Pendleton              | Encarregado de negócios                                                                   | ( * 1802; † 1868)                           | William H. Harrison   | Manuel Bulnes Prieto            |                |
| 18 de agosto de 1845    | 1 de novembro de 1847   | William Wood Crump             | Encarregado de negócios                                                                   | ( * 1819; † 1897)                           | James K. Polk         | Manuel Bulnes Prieto            |                |
| 5 de janeiro de 1848    | 22 de maio de 1849      | en:Seth Barton (Louisiana)     | Encarregado de negócios                                                                   | ( * 1795; † 1850)                           | James K. Polk         | Manuel Bulnes Prieto            |                |
| 16 de fevereiro de 1850 | 26 de setembro de 1853  | en:Balie Peyton                | Enviado Extraordinário e Ministro plenipotenciário                                        | ( * 1803; † 1878)                           | Millard Fillmore      | Manuel Bulnes Prieto            |                |
| 24 de maio de 1853      |                         | Samuel Medary                  | Carregue durante um recesso do Senado. Ele assumiu o cargo, mas não procede à publicação. | ( * 1801; † 1864)                           | Franklin Pierce       | Manuel Montt Torres             |                |
| 22 de novembro de 1854  | 26 de agosto de 1857    | en:David A. Starkweather       |                                                                                           | ( * 1802; † 1876)                           | Franklin Pierce       | Manuel Montt Torres             |                |
| 5 de outubro de 1857    | 4 de outubro de 1861    | John Bigler                    |                                                                                           | ( * 1805; † 1871)                           | James Buchanan        | Manuel Montt Torres             |                |
| 4 de outubro de 1861    | 12 de março de 1866     | en:Thomas H. Nelson            |                                                                                           | ( * 1824; † 1896)                           | Abraham Lincoln       | José Joaquín Pérez Mascayano    |                |
| 12 de março de 1866     | 3 de agosto de 1870     | Judson Kilpatrick              |                                                                                           | ( * 1836; † 1881)                           | Andrew Johnson        | José Joaquín Pérez Mascayano    |                |
| 1869                    |                         | Lewis Louis Dent               | Carregue durante um recesso do Senado. Ele assumiu o cargo, mas não procede à publicação. | (1822-1874)                                 | Ulysses S. Grant      | José Joaquín Pérez Mascayano    |                |
| 2 de dezembro de 1870   | 27 de junho de 1873     | Joseph Pomeroy Root            | b. April 23, 1826; m. Sept. 10, 1851, Frances Eveline Alden                               | ( * 1826; † 1885)                           | Ulysses S. Grant      | José Joaquín Pérez Mascayano    |                |
| 27 de junho de 1873     | 10 de novembro de 1876  | Cornelius Ambrose Logan        |                                                                                           | ( * 1832; † 1899)                           | Ulysses S. Grant      | Federico Errázuriz Zañartu      |                |
| 28 de agosto de 1877    | 25 de julho de 1881     | Thomas Andrew Osborn           |                                                                                           | ( * 1836; † 1898)                           | Rutherford B. Hayes   | Aníbal Pinto Garmendia          |                |
| 25 de julho de 1881     | 2 de dezembro de 1881   | Judson Kilpatrick              |                                                                                           | ( * 1836; † 1881)                           | James A. Garfield     | Domingo Santa María González    |                |
| 7 de setembro de 1882   | 16 de junho de 1885     | Cornelius Ambrose Logan        |                                                                                           | ( * 1832; † 1899)                           | James A. Garfield     | Domingo Santa María González    |                |
| 4 de julho de 1885      | 9 de agosto de 1889     | William Randall Roberts        |                                                                                           | ( * 1830; † 1897)                           | Grover Cleveland      | Domingo Santa María González    |                |
| 9 de agosto de 1889     | 4 de julho de 1893      | Patrick Egan                   |                                                                                           | ( * 1841; † 1919)                           | Benjamin Harrison     | José Manuel Balmaceda           |                |
| 4 de julho de 1893      | 14 de março de 1894     | James Davis Porter             |                                                                                           | ( * 1828; † 1912)                           | Grover Cleveland      | Jorge Montt Álvarez             |                |
| 6 de fevereiro de 1895  | 17 de agosto de 1897    | Edward Henry Strobel           |                                                                                           | ( * 1855; † 1908)                           | Grover Cleveland      | Jorge Montt Álvarez             |                |
| 14 de setembro de 1897  | 18 de julho de 1904     | Henry Lane Wilson              |                                                                                           | ( * 1856; † 1932)                           | William McKinley      | Federico Errázuriz Echaurren    |                |
| 13 de outubro de 1902   |                         | John Brinkerhoff Jackson       |                                                                                           | ( * 1862; † 1920)                           | Theodore Roosevelt    | Aníbal Zañartu                  |                |
| 5 de outubro de 1905    | 11 de maio de 1909      | John Hicks                     |                                                                                           | ( * 1847; † 1917)                           | Theodore Roosevelt    | Aníbal Zañartu                  |                |
| 20 de agosto de 1909    | 16 de novembro de 1909  | Thomas Cleland Dawson          |                                                                                           | ( * 1865; † 1912)                           | William Howard Taft   | Pedro Montt Montt               |                |
| 9 de setembro de 1910   |                         | Henry Prather Fletcher         | Enviado Extraordinário e Ministro plenipotenciário                                        | ( * 1873; † 1959)                           | William Howard Taft   | Elías Fernández Albano          |                |
| 19 de novembro de 1914  | 9 de março de 1916      | Henry Prather Fletcher         | Embaixador                                                                                | ( * 1873; † 1959)                           | Woodrow Wilson        | Elías Fernández Albano          |                |
| 30 de maio de 1916      | 5 de maio de 1921       | Joseph Hooker Shea             |                                                                                           | ( * 1863; † 1928)                           | Woodrow Wilson        | Juan Luis Sanfuentes Andonaegui |                |
| 29 de setembro de 1921  | 6 de agosto de 1928     | William Miller Collier         |                                                                                           | ( * 1867; † 1956)                           | Warren G. Harding     | Arturo Alessandri Palma         |                |
| 16 de agosto de 1928    | 19 de agosto de 1933    | William Smith Culbertson       |                                                                                           | ( * 1884; † 1966)                           | Calvin Coolidge       | Carlos Ibáñez del Campo         |                |
| 25 de novembro de 1933  | 4 de maio de 1935       | Henry Hulme Sevier             |                                                                                           | ( * 1878; † 1940)                           | Franklin D. Roosevelt | Carlos Dávila                   |                |
| 7 de novembro de 1935   | 31 de outubro de 1937   | Hoffman Philip                 |                                                                                           | ( * 1872; † 1951)                           | Franklin D. Roosevelt | Carlos Dávila                   |                |
| 21 de abril de 1938     | 10 de junho de 1939     | en:Norman Armour               |                                                                                           | ( * 1887; † 1982)                           | Franklin D. Roosevelt | Pedro Aguirre Cerda             |                |
| 7 de setembro de 1939   | 2 de setembro de 1953   | es:Claude Bowers               |                                                                                           | ( * 1878; † 1958)                           | Franklin D. Roosevelt | Pedro Aguirre Cerda             |                |
| 5 de novembro de 1953   | 28 de maio de 1956      | en:Willard L. Beaulac          |                                                                                           | ( * 1899; † 1990)                           | Dwight D. Eisenhower  | Carlos Ibáñez del Campo         |                |
| 15 de junho de 1956     | 25 de fevereiro de 1958 | Cecil Burton Lyon              |                                                                                           | ( * 1903; † 1993)                           | Dwight D. Eisenhower  | Carlos Ibáñez del Campo         |                |
| 1 de junho de 1958      | 15 de março de 1961     | Walter Howe                    |                                                                                           | ( * 10 de junho de 1907; † 1966)            | Dwight D. Eisenhower  | Jorge Alessandri Rodríguez      |                |
| 5 de maio de 1961       | 6 de julho de 1961      | en:Robert F. Woodward          |                                                                                           | ( * 1908; † 2001)                           | John F. Kennedy       | Jorge Alessandri Rodríguez      |                |
| 21 de outubro de 1961   | 27 de setembro de 1964  | en:Charles W. Cole             |                                                                                           | ( * 1906; † 1978)                           | John F. Kennedy       | Jorge Alessandri Rodríguez      |                |
| 10 de dezembro de 1964  | 2 de agosto de 1967     | Ralph Anthony Dungan           |                                                                                           | ( * 1923; † 2013)                           | Lyndon B. Johnson     | Eduardo Frei Montalva           |                |
| 16 de outubro de 1967   | 12 de outubro de 1971   | en:Edward M. Korry             |                                                                                           | ( * 1922; † 2003)                           | Lyndon B. Johnson     | Eduardo Frei Montalva           |                |
| 20 de outubro de 1971   | 1 de novembro de 1973   | es:Nathaniel Davis             |                                                                                           | ( * 1925; † 2011)                           | Richard Nixon         | Salvador Allende Gossens        |                |
| 22 de fevereiro de 1974 | 22 de maio de 1977      | en:David H. Popper             |                                                                                           | ( * 1912; † 2008)                           | Gerald Ford           | Augusto Pinochet Ugarte         |                |
| 21 de setembro de 1977  | 16 de janeiro de 1982   | en:George W. Landau            |                                                                                           | ( * 1920)                                   | Jimmy Carter          | Augusto Pinochet Ugarte         |                |
| 8 de março de 1982      | 2 de agosto de 1985     | en:James D. Theberge           |                                                                                           | ( * 1930; † 1988)                           | Ronald Reagan         | Augusto Pinochet Ugarte         |                |
| 18 de novembro de 1985  | 26 de novembro de 1988  | en:Harry G. Barnes, Jr.        | 1981-1985: Embaixador na Índia                                                            | ( * 1926 em Saint Paul (Minnesota); † 2012) | Ronald Reagan         | Augusto Pinochet Ugarte         |                |
| 20 de dezembro de 1988  | 10 de dezembro de 1991  | en:Charles A. Gillespie, Jr.   |                                                                                           | ( * 1935; † 2008)                           | Ronald Reagan         | Augusto Pinochet Ugarte         |                |
| 14 de janeiro de 1992   | 21 de outubro de 1994   | en:Curtis Warren Kamman        |                                                                                           | ( * 1939)                                   | George H. W. Bush     | Patricio Aylwin Azócar          |                |
| 24 de novembro de 1994  | 13 de junho de 1998     | en:Gabriel Guerra-Mondragón    |                                                                                           | ( * 1942)                                   | Bill Clinton          | Eduardo Frei Ruiz-Tagle         |                |
| 19 de agosto de 1998    | 29 de junho de 2001     | en:John O'Leary (ambassador)   |                                                                                           | ( * 1947)                                   | Bill Clinton          | Eduardo Frei Ruiz-Tagle         |                |
| 25 de março de 2002     | 19 de julho de 2004     | es:William Brownfield          |                                                                                           | ( * 1952)                                   | George W. Bush        | Ricardo Lagos Escobar           |                |
| 9 de setembro de 2004   | 3 de agosto de 2007     | en:Craig A. Kelly              |                                                                                           | ( * 1953)                                   | George W. Bush        | Ricardo Lagos Escobar           |                |
| 8 de janeiro de 2008    | 4 de julho de 2010      | en:Paul E. Simons              |                                                                                           | ( * 1955)                                   | George W. Bush        | Michelle Bachelet               |                |
| 25 de outubro de 2010   | 10 de agosto de 2013    | en:Alejandro Daniel Wolff      |                                                                                           | ( * 1963)                                   | Barack Obama          | Sebastián Piñera                |                |
| 29 de junho de 2013     |                         | es:Michael A. Hammer           |                                                                                           | [ 54 ]                                      | Barack Obama          | Sebastián Piñera                |                |